# Hooverville
Hooverville fue el nombre por el que se conocían los asentamientos irregulares construidos por las personas sin hogar durante la Gran Depresión en Estados Unidos. Tienen este nombre debido a que el presidente de los Estados Unidos en el momento era Herbert Hoover y, supuestamente, dejó caer al país en la recesión. El término fue acuñado por Charles Michelson, jefe de publicidad del Comité Nacional Demócrata. El nombre «Hooverville» también se ha utilizado para describir los campamentos que se encuentran comúnmente hoy en día en algunas regiones.
La falta de vivienda estaba presente antes de la Gran Depresión, y vagabundos y desempleados fueron comunes a la vista en la década de 1920, pero la crisis económica aumentó su número y los concentró en los asentamientos urbanos cercanos a los comedores populares administrados por organizaciones de caridad. Estos asentamientos se formaron a menudo en terrenos vacíos y por lo general consistían en tiendas y chabolas pequeñas. Las autoridades no reconocen oficialmente estos Hoovervilles y en ocasiones eliminan a los ocupantes por entrar sin autorización en tierras privadas, pero eran tolerados o ignorados con frecuencia por necesidad. El New Deal pone en marcha programas especiales de ayuda destinados a las personas sin hogar en el Servicio Federal de Transición (FTS), que funcionó desde 1933 hasta 1935.
Algunos de los hombres que se vieron obligados a vivir en estas condiciones poseían las habilidades de construcción y fueron capaces de construir sus casas de piedra. La mayoría de las personas, sin embargo, recurrió a la construcción de sus viviendas de madera de las cajas, cartones, trozos de metal, o cualquier otro material que estaban a su disposición. Por lo general, había una pequeña cocina, ropa de cama y un par de utensilios de cocina sencilla.
La mayoría de estos residentes desempleados de los Hoovervilles utilizaron instituciones de beneficencia pública o pidieron comida a los que tenían vivienda durante esta época. Los demócratas acuñaron otros términos, como "Hoover blanket" (periódico viejo utilizado como manta) y "Hoover flag" (un bolsillo vacío al revés).
Después de 1940 la economía se recuperó, el desempleo se redujo, y los programas de erradicación de chabolas destruirían todas las Hoovervilles.

## Sitios
- Central Park, Nueva York: Decenas de familias sin hogar acampan en el Great Lawn de Central Park, por aquel entonces un embalse seco.[2]
- Riverside Park, Nueva York: un barrio de chabolas ocupadas de Riverside Park, en la Calle 72 durante la depresión.[3]